# Ape interioare
Prin ape interioare se înțeleg canalurile, lacurile, râurile, fluviile, intrările, băile și brațele de mare dintre proeminențele uscatului. 
Când nu se specifică o anumită linie de demarcație, linia de despărțire de la intrările balizate dinspre mare spre băi, strâmtori, fluvii sau estuare este aproximativ paralelă cu direcția generală a coastei și trecere prin geamandura cea mai din larg. 
În dreptul internațional, apele interioare sunt considerate în general ape maritime, dacă asigură navelor accesul într-un port maritim și anume: 
- a) apele situate între coastă și limita interioară a mării teritoriale;
- b) apele din băi și băile istorice, pînă la limita interioară a mării teritoriale;
- c) apele dintre insule sau grupuri de insule, formînd arhipelaguri, sau așezate în imediata apropiere de coastă și constituind linia de bază a mării teritoriale;
- d) apele porturilor și ale radelor, pînă la limita interioară a mării teritoriale;
- e) fluviile (estuarele) și locurile care servesc drept cale de acces într-un port maritim.

Nu intră în această categorie râurile, canalurile și lacurile aflate pe teritoriul unui singur stat, care nu asigură accesul spre un port maritim. În România sunt considerate ca ape naționale: fluviile, râurile, canalurile și lacurile navigabile interioare, precum și apele fluviilor și ale râurilor de frontieră de la malul român până la talveg.